# تیتیلا
تیتیلا (به روسی: Титила) آتشفشانی سپری به ارتفاع ۱۵۵۹ متر واقع در رشته‌کوه سردینی در شبه‌جزیره کامچاتکا در خاور دور روسیه است.

## مشخصات
تیتیلا آتشفشانی بازالتی و جوانترین آتشفشان سپری کوچک شناخته‌شده از نوع ایسلندی در رشته‌کوه سردینی و مشرف بر کرانه‌های شمال غربی دریاچه گلوبوکوی است.  این آتشفشان در اواخر دوره پلیستوسن شروع به شکل‌گیری نمود و در فاصلهٔ ۱۰-۸ تا ۳-۲ هزار سال پیش فعال بود. جریان‌های گدازهٔ این آتشفشان باعث بسته‌شدن رودخانه‌ای شد که درنتیجهٔ آن، دریاچهٔ گلوبوکو (به‌معنای ژرف) در سمت راست تیتیلا شکل گرفت.
تیتیلا دارای دو دهانهٔ آتشفشانی است که در قلهٔ آن و در جهتی شرقی-غربی قرار گرفته‌اند و در دامنهٔ جنوبی آن مخروط‌های خاکستر واقعند. این آتشفشان با آتشفشان سپری کوچک دیگری واقع در غرب آن به نام راسوشینا هم‌پوشانی دارد.
تیتیلا آخرین بار حدود ۲۵۰۰ سال پیش فوران کرده است.